# 흔적기관
흔적기관(vestigiality)은 특정 종의 조상에서 기원한 기능 중 일부나 전체를 소실한, 유전적으로 결정된 구조나 특성의 진화의 과정 중 정체되어 간직하고 있는 것이다.
흔적기관의 예로는 섬에 사는 새들의 날개 기능의 소실을 들 수 있다. 인간의 보습코기관, 뱀과 웨일의 뒷다리도 다른 한 예로 볼 수 있다.

## 같이 보기
- 격세유전
- 우성 (유전학)